# Gonatista grisea
Gonatista grisea es una especie de mantis de la familia Hymenopodidae.

## Distribución geográfica
Se encuentra en Cuba, Puerto Rico, República Dominicana, Carolina del Sur,  Georgia y Florida, (en Georgia fue introducida).Leticia, Amazonas. 